# Steinauer, Nebraska
Steinauer, Nebraska (енгл. Steinauer) град је у америчкој савезној држави Небраска.

## Демографија
По попису из 2010. године број становника је 75, што је 1 (1,4%) становника више него 2000. године.
| Група             | 2000.       | 2010.      |
| Белци             | 74 (100,0%) | 74 (98,7%) |
| Афроамериканци    | 0 (0,0%)    | 0 (0,0%)   |
| Азијати           | 0 (0,0%)    | 0 (0,0%)   |
| Хиспаноамериканци | 0 (0,0%)    | 0 (0,0%)   |
| Укупно            | 74          | 75         |